# بخش مالاگا (شهرستان مونرو، اوهایو)
بخش مالاگا (به انگلیسی: Malaga Township) یک منطقهٔ مسکونی در ایالات متحده آمریکا است که در شهرستان مونرو، اوهایو واقع شده‌است.
 بخش مالاگا ۷۶٫۱ کیلومتر مربع مساحت و ۱٬۰۶۲ نفر جمعیت دارد و ۳۷۸ متر بالاتر از سطح دریا واقع شده‌است.
بخش مالاگا (به انگلیسی: Malaga Township) یکی از بخش‌های شهرستان مونرو در ایالت اوهایوی ایالات متحده آمریکا است. این بخش ۷۶٫۱ کیلومتر مربع مساحت دارد و بر پایهٔ سرشماری سال ۲۰۲۰، جمعیت آن ۱٬۰۶۲ نفر بوده‌است. ارتفاع آن از سطح دریا ۳۷۸ متر است.